# 安仁寺
安仁寺，是位于中国福建省宁德市蕉城区石后乡光荣村内的一个清代古建筑，2003年12月入选蕉城区第四批县级文物保护单位。
安仁寺占地面积900平方米，始建于唐代大中元年（847年），宋元年间3次修缮，大雄宝殿为清朝康熙四年（1695年）重建，山门为乾隆二十年（1755年）重建。大雄宝殿为抬梁穿斗式木构架，重檐歇山顶，面阔5间、进深6间。